# RS-330
Pour les articles homonymes, voir Route 330.
La RS 330 est une route locale du Nord-Ouest de l'État du Rio Grande do Sul qui relie la municipalité de Derrubadas à la RS-142, sur la commune de Carazinho. Elle dessert Derrubadas, Tenente Portela, Miraguaí, Redentora, Dois Irmãos das Missões, Palmeira das Missões, Chapada et Carazinho, et est longue de 191,210 km. Les 31 km entre Redentora et la BR-468 ne sont pas asphaltés. Elle permet d'accéder au Salto do Yacumã, sur le río Uruguay.